# Église du Très-Saint-Sacrement de Santiago du Chili
L'église du Très-Saint-Sacrement (iglesia del Santísimo Sacramento) est une église catholique sise dans le centre-ville de Santiago du Chili de style néogothique. Elle appartient à la gendarmerie du Chili et a été inscrite aux monuments historiques en 1986,.

## Histoire
Lorsque la voie de ceinture Est (camino de cintura Oriente, aujourd'hui avenida Vicuña Mackenna)  est percée selon les directives de l'intendant Benjamín Vicuña Mackenna, ainsi que la voie de ceinture Sud (camino de cintura Sur, aujourd'hui avenida Matta), un propriétaire terrien du nom de Pedro Fernández Concha, fait don de deux hectares aux Sœurs du Bon Pasteur pour construire leur couvent du côté Sud de l'avenida Matta,.  
L'église est bâtie à partir de 1891 selon les plans de l'architecte français installé au Chili, Émile Doyère (1847-1918), et terminée en 1896. Le séisme de 1985 lui inflige de sérieux dommages qui sont réparés en 1996.

## Description
Cette église néogothique se distingue par sa haute tour au-dessus du narthex, avec deux hautes fenêtres ogivales qui en accentuent la verticalité. Elle est flanquée de chaque côté d'une petite tourelle octogonale. La structure de la nef est faite de briques, tandis que la charpente de la tour et de la toiture est faite de poutres de bois de chêne. La couverture est en fer galvanisé et le pavement fait de tomettes.

## Notes et références

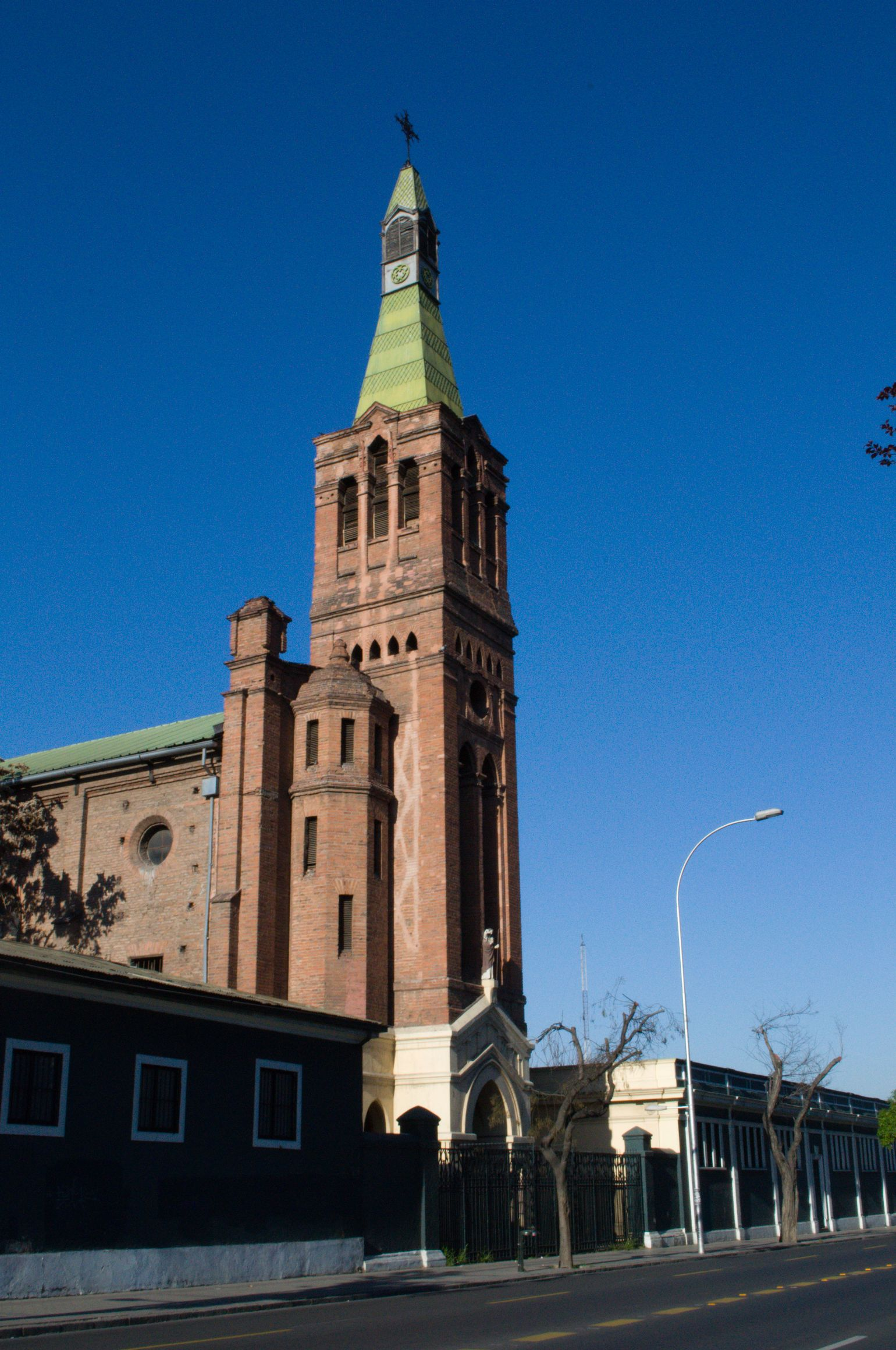
Vue de côté de la tour.